# Beverley Grand Prix
Le Beverley Grand Prix est une course cycliste britannique disputée au mois de juillet à Beverley, dans le Yorkshire de l'Est. Cette compétition fait partie du calendrier du British Cycling National Circuit Series. Elle comprend plusieurs épreuves pour les hommes et les femmes,. 
Après une interruption de six ans, la course refait son apparition en 2024,. Entre 2009 et 2011, elle sert de parcours pour le championnat de Grande-Bretagne du critérium.

## Palmarès

### Hommes
| Année     | Vainqueur           | Deuxième        | Troisième         |              |
| --------- | ------------------- | --------------- | ----------------- | ------------ |
| 2006      | Rob Hayles          | Russell Downing | Warrick Spence    |              |
| 2007      | James McCallum (en) |                 |                   |              |
| 2008      | Dean Downing        | Rob Hayles      | Tony Gibb         |              |
| 2009      | Russell Downing     | Jeremy Hunt     | Rob Hayles        |              |
| 2010      | Ed Clancy           | Ian Wilkinson   | Jonny McEvoy      |              |
| 2011      | Graham Briggs       | Ian Wilkinson   | Tom Murray        |              |
| 2012      | Richard Lang        | Owain Doull     | Bernie Sulzberger |              |
| 2013      | Jon Mould           | Mile Northey    | Felix English     |              |
| 2014      | Mike Northey        | Adam Blythe     | Graham Briggs     |              |
| 2015      | Felix English       | Jon Mould       | Mike Northey      |              |
| 2016      | Chris Lawless       | Sebastián Mora  | Albert Torres     |              |
| 2017      | Brenton Jones       | Matthew Gibson  | Harry Tanfield    |              |
| 2018-2023 | Pas organisé        | Pas organisé    | Pas organisé      | Pas organisé |
| 2024      | Matthew Bostock     | Jim Brown       | Alec Briggs       |              |

### Femmes
| Année | Vainqueur    | Deuxième    | Troisième   |
| ----- | ------------ | ----------- | ----------- |
| 2024  | Sophie Lewis | Eilidh Shaw | Lucy Glover |